# SN 1968L
SN 1968L – supernowa typu II-P odkryta 17 lipca 1968 roku w galaktyce NGC 5236. Jej maksymalna jasność wynosiła 12,00m.